# Münsterdorf
Münsterdorf là một đô thị ở huyện Steinburg, bang Schleswig-Holstein, Đức. Đô thị này có diện tích 5,11 km², dân số thời điểm 31 tháng 12 năm 2006 là 1920 người.